# Liten drakmynta
Liten drakmynta (Physostegia parviflora) är en kransblommig växtart som beskrevs av Thomas Nuttall och Asa Gray. Enligt Catalogue of Life ingår Liten drakmynta i släktet drakmyntor och familjen kransblommiga, men enligt Dyntaxa är tillhörigheten istället släktet drakmyntor och familjen kransblommiga. Arten förekommer tillfälligt i Sverige, men reproducerar sig inte. Inga underarter finns listade i Catalogue of Life.